# Městská památková zóna Havířov

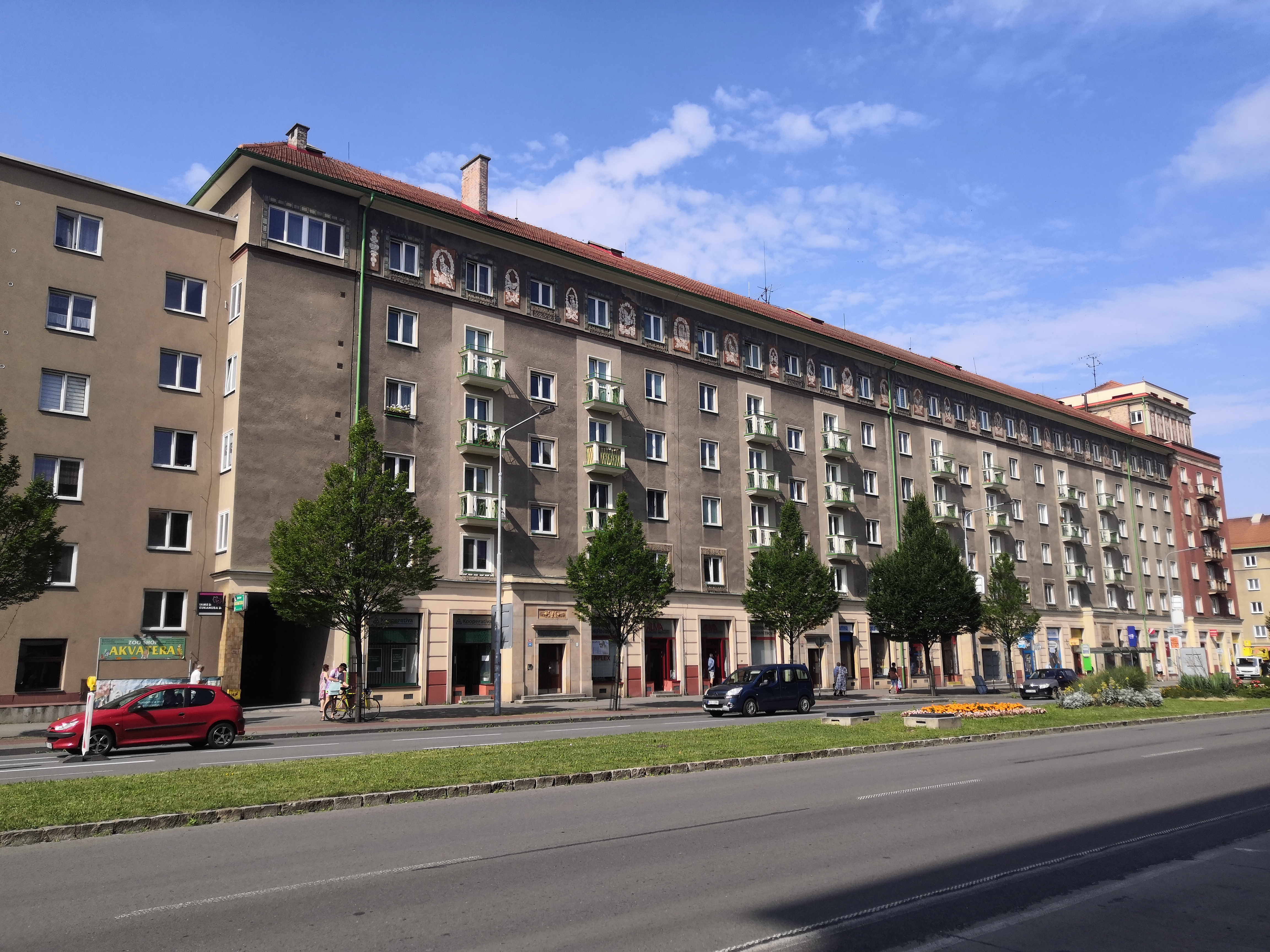
Hlavní třída, Havířov-Město

Městská památková zóna Havířov je chráněná památková zóna v Havířově, která byla vyhlášena Ministerstvem kultury v roce 1992. Jádro města, které bylo postaveno v 50. letech, tvoří obytné domy ve stylu socialistického realismu (tzv. „sorely“). Celá zóna je ohraničena na jedné straně lesoparkem Stromovka a na druhé meandry řeky Lučiny.